# Tina Majorino
Tina Majorino (właśc. Albertina Marie Majorino, ur. 7 lutego 1985 w Westlake, Kalifornia) – amerykańska aktorka.

## Filmografia
- 2014: Weronika Mars jako Cindy „Mac” Mackenzie
- 2005: Chirurdzy jako dr Heather Brooks
- 2006: What We Do Is Secret jako Michelle
- 2006: Think Tank jako Sal
- 2005: Testing Bob jako Allison Barrett
- 2005: Sharp, A jako córka
- 2004: Weronika Mars jako Cindy "Mac" Mackenzie
- 2004: Napoleon Wybuchowiec jako Deb
- 1999: Alicja w Krainie Czarów jako Alicja
- 1997: Merry Christmas, George Bailey jako Janie Bailey
- 1997: Santa Fe jako Crystal Thomas
- 1997: Zanim kobietom wyrosły skrzydła jako Bird Jackson
- 1997: Prawdziwe kobiety jako Euphemia Ashby (w młodości)
- 1996: New York Crossing
- 1995: Wodny świat jako Enola
- 1994: Kiedy mężczyzna kocha kobietę jako Jess Green
- 1994: Andre jako Toni Whitney
- 1994: Corrina, Corrina jako Molly Singer
- 1992–1993: Camp Wilder jako Sophie Wilder
- 1990–2001: ABC TGIF jako Sophie

### Gościnnie
- 2002: Bez śladu jako Serene Barnes